# Mancjusz od Krzyża
Mancjusz od Krzyża (ur.?; zm. 29 czerwca 1627 r. w Ōmuri) – błogosławiony Kościoła katolickiego, japoński dominikanin, męczennik.

## Życiorys
Nieznana jest data i miejsce jego urodzenia. W liście z 26 sierpnia 1626 r. Ludwik Bertrand Exarch pisał o nim jako o starym Japończyku, który przez lata służył dominikańskim misjonarzom w Japonii jako przewodnik.
W czerwcu 1626 r. został aresztowany razem z Ludwikiem Exarchem i Piotrem od św. Marii. Będąc już w więzieniu, wstąpił do zakonu dominikanów. Stracono go przez spalenie żywcem 29 czerwca 1627 r. w Ōmura razem z Ludwikiem Exarchem i Piotrem od św. Marii.
Został beatyfikowany przez Piusa IX 7 lipca 1867 r. w grupie 205 męczenników japońskich.
Dniem jego wspomnienia jest 10 września (w grupie 205 męczenników japońskich).